# GSK-189,254
-189,254 je potentan i selektivan inverzni agonist H3-receptor koji jer razvila kompanija GlaxoSmithKline. On ima subnanomolarni afinitet za H3 receptor ( 0.2 nM) i selektivnost preko 10.000 puta za H3 u odnosu na druge tipove histaminskog receptora. Životinjske studije su pokazale da poseduje ne samo stimulansne i nootropne efekte, nego i analgetičke iz čega sledi da H3 receptori učestvuju u procesovanju signala bola u kičmenoj moždini.
-189,254 i nekoliko drugih srodnih lekova se istražuju za moguću primenu u tretmanu Alchajmerove bolesti i drugih formi demencije, kao i za lečenje narkolepsije, ili neuropatskog bola na koji konvencionalni analgetici imaju malo uticaja.